# Democrinus rawsonii
Democrinus rawsonii is een gesteelde zeelelie uit de familie Bourgueticrinidae.
De wetenschappelijke naam van de soort werd, als Rhizocrinus rawsonii, in 1874 voor het eerst gepubliceerd door Louis François de Pourtalès. Het materiaal waarop de beschrijving van de soort gebaseerd is, werd in 1872 opgedregd voor de kust van Bridgetown (Barbados), van een diepte van 80 tot 120 vadem (146 - 219 meter) tijdens de Hassler Expedition, een onderzoekstocht met het Amerikaanse stoomschip Hassler, in dienst van de U.S. Coast Survey (nu de U.S. National Geodetic Survey).
De soort is vernoemd naar Rawson William Rawson, die ten tijde van de expeditie gouverneur was van de Windward Islands.